# フォーミュラ・フォード

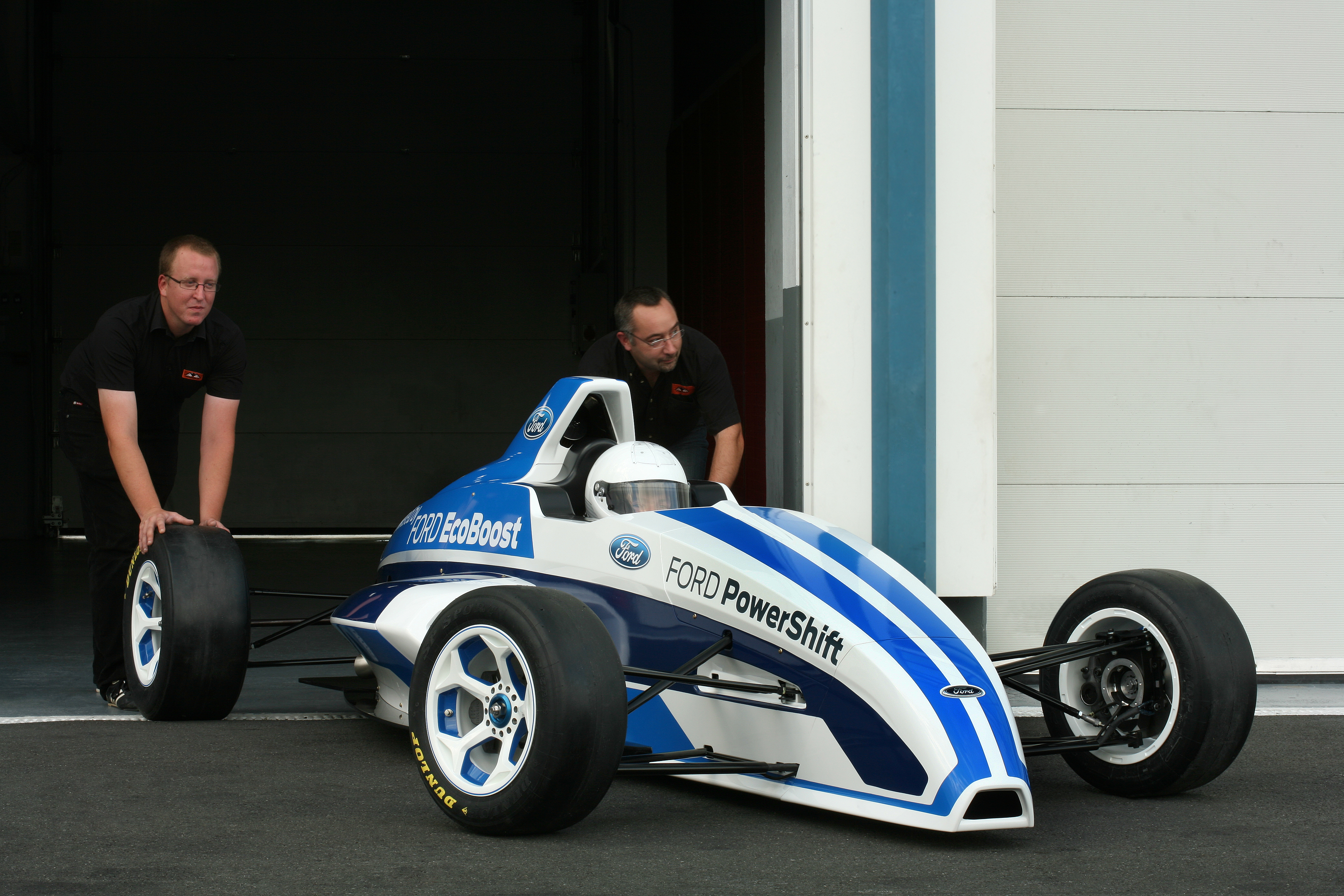
フォーミュラ・フォード

フォーミュラ・フォード (米国では「フォーミュラF」)（英: Formula Ford :  米国では:  Formula F」）, は、フォーミュラカーレースのカテゴリーの一つ。またはその競技に使用される車体そのものをフォーミュラ・フォードと呼称する場合もある。フォーミュラ・ルノーやフォーミュラ・BMWと並んで代表的なジュニア・フォーミュラの一つである。

## 概要
フォーミュラ・フォードの特徴は、前後ウィングなど、マシンにダウンフォースを発生させる部品が一切つけられないことであった（同様の例としては日本のFJ1600がある）が、2013年よりウイングが導入された。
このカテゴリーを経てフォーミュラ1などのトップフォーミュラで活躍しているドライバーも多く、F1チャンピオン経験者としては、アイルトン・セナやナイジェル・マンセル、デイモン・ヒル、キミ・ライコネン、ジェンソン・バトンなどがこのカテゴリーからフォーミュラのキャリアを開始している。
なおフォードの社名を冠してはいるが、ベースエンジンの入手等の問題から、北米シリーズでは2010年よりホンダのL15A型エンジンも使用可能となっており、フォードエンジンのワンメイクが崩れた状態となっている。

## イギリス・フォーミュラ・フォードの歴代チャンピオン

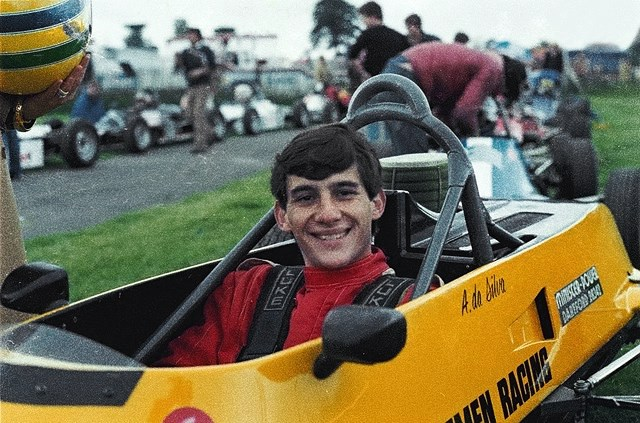
1981年チャンピオンの アイルトン・セナ 。

| 年   | チャンピオン                       |
| ---- | ---------------------------------- |
| 1976 | デビット・ケネディ                 |
| 1977 | トレバー・ヴァン・ローイェン       |
| 1978 | ケネス・アチソン                   |
| 1979 | デビッド・シアーズ                 |
| 1980 | トミー・バーン                     |
| 1981 | アイルトン・セナ                   |
| 1982 | マウリシオ・グージェルミン         |
| 1983 | アンドリュー・ギルバート＝スコット |
| 1984 | デイブ・コイン                     |
| 1985 | ベルトラン・ガショー               |
| 1986 | ジェイソン・エリオット             |
| 1987 | エディ・アーバイン                 |
| 1988 | デレック・ヒギンズ                 |
| 1989 | ベルナルド・ドーラン               |
| 1990 | マイケル・ベルガーズ               |
| 1991 | マルク・ホーセンス                 |
| 1992 | ジェイミー・スペンス               |
| 1993 | ラッセル・インガル                 |
| 1994 | ジェイソン・ワット                 |
| 1995 | バス・ラインダース                 |
| 1996 | クリスチャン・コルビー             |
| 1997 | ジャッキー・ヴァン・デ・エンデ     |
| 1998 | ジェンソン・バトン                 |
| 1999 | ニコラス・キエーサ                 |
| 2000 | ジェームス・コートニー             |
| 2001 | ロバート・ダールグレン             |
| 2002 | ウェストリー・バルバー             |
| 2003 | トム・キンバー＝スミス             |
| 2004 | ヴァレル・マケラ                   |
| 2005 | チャーリー・ドネリー               |
| 2006 | ネイサン・フレケ                   |
| 年   | チャンピオン                       |
| 2007 | カルム・マクラウド                 |
| 2008 | ウェイネ・ボイド                   |
| 2009 | ジェームス・コール                 |
| 2010 | スコット・パイ                     |
| 2011 | スコット・マルヴェン               |
| 年   | チャンピオン                       |
| 2012 | アントイ・ブリ                     |
| 年   | チャンピオン                       |
| 2013 | ダン・カミシュ                     |
| 2014 | ジェイド・クルーガー               |

## ドイツ・フォーミュラ・フォードの歴代チャンピオン
| 年      | チャンピオン                           |
| ------- | -------------------------------------- |
| 1980    | ゲロ・ザマングナー                     |
| 1980*   | ステファン・ベロフ                     |
| 1981    | ステファン・ベロフ                     |
| 1981*   | マリオ・アルベルト・バウアー           |
| 1982    | フォルカー・ヴァイドラー               |
| 1982*   | ウーヴェ・シェーファー                 |
| 1983    | ハラルド・ベッカー                     |
| 1984    | ウーヴェ・シェーファー                 |
| 1985    | ステファン・ノイベルガー               |
| 1986    | ミハエル・バルテルス                   |
| 1987    | エレン・ローア                         |
| 1988    | メイク・ワグナー                       |
| 1989    | ミハエル・クルム                       |
| 1990    | ラルフ・デュルケンミュラー             |
| 1991    | クリスチャン・フィッシャー             |
| 1992    | アレクサンダー・ヴルツ                 |
| 1993**  | パトリック・サイモン                   |
| 1994**  | ニック・ハイドフェルド                 |
| 年      | フォーミュラ・フォード2000チャンピオン |
| 1983    | アルフォンソ・トレダーノ               |
| 1984    | マヌエル・ロイター                     |
| 1985    | ビクトル・ロッソ                       |
| 1986    | デイブ・コイン                         |
| 1987    | ラルフ・ケルナーズ                     |
| 年      | フォーミュラ・フォード1800チャンピオン |
| 1993    | クラウス・グラウ                       |
| 1994    | マリオ・ヘイゲート                     |
| 1995*** | ピエール・カッファー                   |
| 1996    | トーマス・エンゲ                       |
| 1997    | マテオ・ボスコーロ                     |
| 1998    | ウォルター・レヒナーJr.                |
| 1999    | ヨルグ・ハルト                         |
| 2000    | マルク・ベンツ                         |